# جون مارسدن
جون مارسدن (بالإنجليزية: John Marsden)‏ هو كاتب عدل ‏ ومحامي أسترالي، ولد في 3 يناير 1942 في ليزمور في أستراليا، وتوفي في 17 مايو 2006 بسبب سرطان المعدة.